# Мыс-Каменское
Мыс-Ка́менское — муниципальное образование со статусом сельского поселения в Ямальском районе Ямало-Ненецкого автономного округа Российской Федерации.
Упразднено в 2021 году в связи с преобразованием муниципального района в муниципальный округ.
Административный центр — село Мыс Каменный.

## История
Статус и границы сельского поселения установлены Законом Ямало-Ненецкого автономного округа от 18 октября 2004 года N 40-ЗАО О наделении статусом, определении административного центра и установлении границ муниципальных образований Ямальского района.

## Население
| 2010  | 2011  | 2012  | 2013  | 2014  | 2015  | 2016  |
| ----- | ----- | ----- | ----- | ----- | ----- | ----- |
| 1716  | ↗1723 | ↘1655 | ↘1639 | ↘1635 | ↘1532 | ↘1423 |
| 2017  | 2018  | 2019  |       |       |       |       |
| ↘1373 | ↘1365 | ↘1340 |       |       |       |       |

## Населённые пункты
В состав сельского поселения входили 2 населённых пункта:
| № | Населённый пункт | Тип населённого пункта       | Население |
| - | ---------------- | ---------------------------- | --------- |
| 1 | Мыс Каменный     | село, административный центр | ↘971      |
| 2 | Яптик-Сале       | посёлок                      | ↘4        |